# Stichopogon arenicola
Stichopogon arenicola là một loài ruồi trong họ Asilidae. Stichopogon arenicola được Wilcox miêu tả năm 1936. Loài này phân bố ở vùng Tân Bắc giới.